# Розенталь (Новосибірська область)
Розенталь (рос. Розенталь) — присілок у Татарському районі Новосибірської області Російської Федерації.
Входить до складу муніципального утворення Козловська сільрада. Населення становить 137 осіб (2010).

## Історія
Згідно із законом від 2 червня 2004 року органом місцевого самоврядування є Козловська сільрада.

## Населення
| 2002 | 2007 | 2010 |
| ---- | ---- | ---- |
| 136  | ↗139 | ↘137 |